# スンカル国際スキージャンプ複合施設
スンカル国際スキージャンプ複合施設（スンカルこくさいスキージャンプふくごうしせつ、カザフ語: «Сұңқар» халықаралық шаңғы трамплиндер кешені）はカザフスタンのアルマトイにあるスキージャンプ競技場である。 スモールヒルに分類されるK20、K40、ミディアムヒルのK60、ノーマルヒルのK95、ラージヒルのK125と複数のジャンプ台で構成される。 全ジャンプ台に人工芝が導入されている。 当ジャンプ台は現在のところカザフスタンにおける唯一のジャンプ競技場となっている。

## 歴史
現競技場建設以前にもアルマトイにはスキージャンプ台が存在しており、アルマトイがカザフスタンにおけるスキージャンプの中心地であった。 既存のジャンプ台はK70の人工芝を使用した競技場で、主に国内競技大会使用されていたが、新競技場建設に伴い取り壊されている。 また、青少年大会用のK15、K30及びK45のジャンプ台は残された。2007年秋にK95とK125のジャンプ台の建設を開始。 また、20,000席の観客席とリフトも併せて建設された。 2つの新しいジャンプ台は2010年完成。杮落としとしてコンチネンタルカップ2010が開催され、ポーランドのカミル・ストッフ が初の勝者となった。 半年後に開催の2011年冬季アジア大会のスキージャンプ競技会場として使用するにあたり、幾つかの施設が建てられた。 8月30日にはスキージャンプ・サマーグランプリ2011が開催され、スロヴェニアのユーリ・テペシュの優勝であった。 その後老朽化した青少年用施設が取り壊され、2013年より新しい青少年用ジャンプ台(K20、K40とK60）の使用が開始された。

## バッケンレコード
| 飛距離  | 日付              | 選手名                       |
| ------- | ----------------- | ---------------------------- |
| 130,5 m | 31. Januar 2011   | 吉岡和也                     |
| 131,0 m | 13. Dezember 2011 | アレクザンダー・ツニショール |
| 133,5 m | 13. Dezember 2011 | アルテ＝ペデルセン・レンセン |
| 133,5 m | 13. Dezember 2011 | ミヒャエル・ハイボック       |
| 134,0 m | 13. Dezember 2011 | ミトヤ・メツナー             |
| 138,0 m | 13. Dezember 2011 | ミヒャエル・ハイボック       |
| 138,0 m | 11. Februar 2012  | 渡部善斗                     |
| 139,0 m | 12. Februar 2012  | マクシム・ラウルト           |
| 142,0 m | 9. Februar 2013   | マリオ・ザイデル             |

ノーマルヒルのバッケンレコードはカザフスタンのエフゲニー・レフキンと船木和喜が2011年2月4日の冬季アジア大会2011 で記録した 102 m、サマージャンプは2012年9月23日のサマーグランプリで高梨沙羅が記録した107mである。